# Stenopogon damias
Stenopogon damias là một loài ruồi trong họ Asilidae. Stenopogon damias được Walker miêu tả năm 1849. Loài này phân bố ở miền Ấn Độ - Mã Lai.